# Da Schio
I da Schio sono una famiglia antica che apparteneva al Consiglio nobile di Vicenza.

## Membri illustri

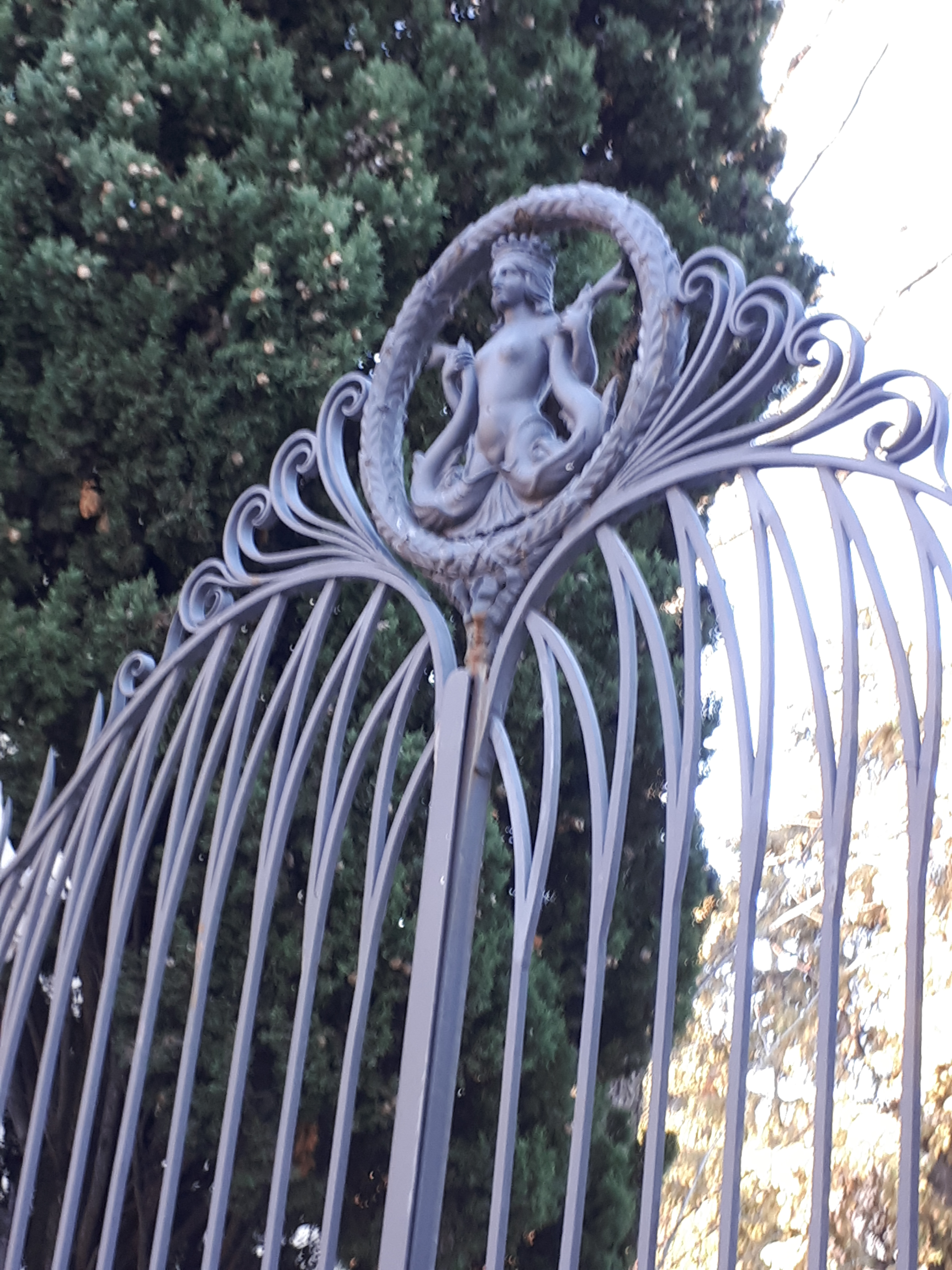
Lo stemma della famiglia da Schio, una sirena dalla coda doppia.

- Vincenzo da Schio, studioso di computi del tempo e saggista, ospitò nel 1526 il poeta Giovanbattista Dragoncino autore del poema L'innamoramento di Guidon Selvaggio[1]
- Marino da Schio, che collaborò con Iseppo da Porto per commissionare ad Andrea Palladio nel 1552 il Palazzo Porto a Vicenza
- Bernardo da Schio che commissionò nel 1560 ad Andrea Palladio la facciata per palazzo Schio a Vicenza.
- Francesco da Schio, professore di diritto all'università di Padova, padre di Lucia moglie di Aurelio Dall'Acqua (1476-1531)[2] autore della Catena evangelica, narrazione unitaria dei quattro Vangeli e di Ludovico conservatore del Monte di Pietà di Vicenza.
- Lodovico da Schio, figlio di Giovanni e di Eleonora Sangiovanni, nato nel 1799, sposò Maria Anguissola e fu padre di: Giovanni da Schio, archeologo e storico vicentino, e di Anna da Schio (1791-1829) moglie di Federico Serego Alighieri.
- Giovanni da Schio (Vicenza 1798 - 1868), archeologo e storico vicentino, marito di Maria Calvi (1804-1884)
- Anna da Schio (1791-1829), figlia di Giovanni (1733-1810) sposò Federico Serego Alighieri e fu madre di Maria Teresa Serego Alighieri (1812-1881) che sposò Giovanni Gozzadini (1810-1887), figlio del conte Giuseppe Gozzadini e di Laura Cararesi Papafava.
- Almerico da Schio (1836-1930), figlio di Giovanni, pioniere dell'aeronautica, marito della contessa Lavinia di Thiene e padre di Maria, Giovanni e Laura.
- Alvise (1840-1928), figlio di Giovanni, proprietario della villa Trento da Schio di Costozza di Longare che introdusse moderni metodi di coltura agricola e vinicola nelle sue proprietà. Sposò la Contessa Adele Marcello (1846-1928) figlia di Girolamo Marcello e Maria Locatello, ebbe quattro figli : Giulio (1877-1918) sposa Maria Alverà, Olga (1872-1949) sposa Gandolfo Pucci, Dina (1865-1924) sposa Angelo Legrenzi, Gelda (1868-1954) sposa Gaspare Gozzi.

## Architetture
- Palazzo Caldogno da Schio detto "Cà d'Oro", Vicenza
- Palazzo Schio, per Bernardo da Schio, Vicenza (XVI secolo; con facciata di Andrea Palladio, 1560)
- Palazzo Da Schio, per Almerico da Schio, Schio (1875)
- Villa Trento da Schio, Costozza di Longare